# Stadthalle Köln
Die Stadthalle Köln (früher: Mülheimer Stadthalle) ist ein Veranstaltungsort in Köln-Mülheim, der hauptsächlich für Konzerte, Karnevalssitzungen und Messen genutzt wird. Es finden auch Spielzeugbörsen, Prüfungen der IHK und Abibälle statt. Die Halle verfügt über Restaurant, Biergarten, einen Partykeller sowie sechs Kegelbahnen. Inhaber ist das Kölner Gastronomenehepaar Reja und Daniel Rabe.
Die Halle wurde 1963 erbaut und hat eine Kapazität von 1450 Steh- und 1053 Sitzplätzen. Am 25. April 1990 wurde hier ein Attentat auf Oskar Lafontaine verübt.
In der Vergangenheit traten in der Halle unter anderem BAP, Blue Öyster Cult, Depeche Mode, Whitesnake, King Crimson, Metallica, The Cure und Judas Priest auf.